# Ladino (Escravo)

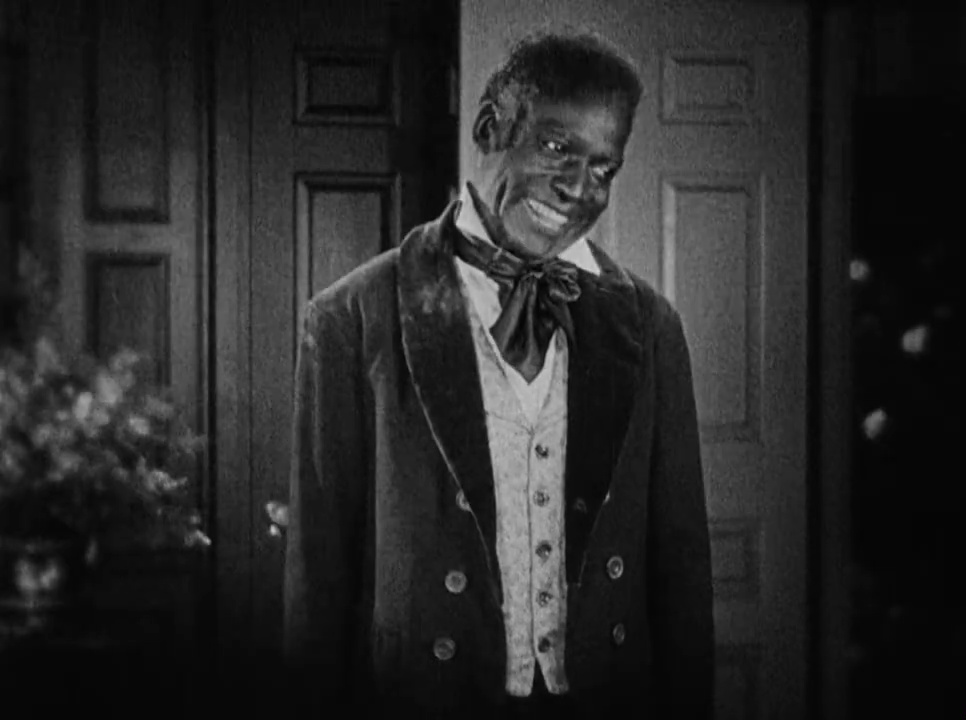
Quadro do filme Uncle Tom's Cabin (1927)

Ladino ou escravo doméstico era aquele que trabalhava, e muitas vezes vivia, na casa do proprietário de escravos, realizando trabalho doméstico. Os escravos domésticos desempenhavam essencialmente as mesmas funções que todos os trabalhadores domésticos ao longo da história, como cozinhar, limpar, servir refeições e cuidar dos filhos dos senhores; no entanto, o seu estado de escravo poderia expô-los a abusos mais significativos, incluindo castigos físicos e utilização como objetos sexuais.

## Grécia
O estudo da escravidão na Grécia Antiga continua a ser um assunto complexo, em parte devido aos muitos níveis diferentes de servilismo, desde a escravidão tradicional de bens móveis até várias formas de servidão, como hilotas, penestes e várias outras classes de não-cidadãos.
Os escravos nascidos na casa (oikogeneis) frequentemente constituíam uma classe privilegiada. Eles foram, por exemplo, encarregados de levar as crianças à escola; eles eram “pedagogos” no primeiro sentido do termo. Alguns deles eram descendentes do dono da casa, mas na maioria das cidades, nomeadamente em Atenas, uma criança herdava o estatuto da sua mãe.

### Reprodução
Os gregos não criavam seus escravos durante a Era Clássica. No entanto, a proporção de escravos nascidos na casa do senhor parece ter sido relativamente grande no Egito ptolomaico e nas inscrições de alforria em Delfos.
Diálogos socráticos
Um escravo doméstico aparece no diálogo socrático, Mênon, escrito por Platão. No início do diálogo, o senhor do escravo, Meo, não se beneficia dos ensinamentos socráticos e revela-se intelectualmente selvagem. Sócrates expõe seu argumento filosófico dialogando com o escravo doméstico, um menino ignorante em geometria.

## Roma
Escravos domésticos, em Roma, eram os habilidosos e educados, incluindo artesãos, cozinheiros, funcionários domésticos e assistentes pessoais, artistas, gestores de negócios, contadores e banqueiros, educadores em todos os níveis, secretários e bibliotecários, funcionários públicos e médicos, ocupavam um estrato mais privilegiado de servidão e podiam aspirar à liberdade por meio de diversos caminhos bem definidos, com proteções legais. A possibilidade de alforria e subsequente cidadania era uma característica distintiva do sistema de escravidão de Roma, resultando num número significativo e influente de libertos na sociedade romana.
Mais especificamente, os escravos domésticos (ancillae) que viviam com a família eram mais favorecidos e muito com frequência libertos após um certo período.

## Américas

### Brasil
No Brasil, os escravos  domésticos eram aqueles que trabalhavam na casa grande recebiam um tratamento melhor e, em alguns casos, eram considerados pessoas da família. Esses escravos, chamados de "ladinos" (negros já aculturados), entendiam e falavam o português e possuíam uma habilidade especial na realização das tarefas domésticas. Os escravos chamados "boçais", recém-chegados da África, eram normalmente utilizados nos trabalhos da lavoura. Havia também ladinos que exerciam atividades especializadas, como os mestres-de-açúcar, os ferreiros, e outros distingüidos pelo senhor de engenho. Geralmente dava-se preferência aos mulatos para as tarefas domésticas, artesanais e de supervisão, deixando aos de cor mais escura, geralmente os africanos, os trabalhos mais pesados.